# Kassiopi
Kassiopi (griechisch Κασσιόπη (f. sg.)) ist eine kleine Hafenstadt im Nordosten der griechischen Insel Korfu am Fuße des höchsten Berges Pantokrator und etwa 35 Kilometer von der Inselhauptstadt Kerkyra entfernt.

## Lage

Hafen von Kassiopi

Kassiopi liegt in einer Bucht und ermöglicht durch seine Nähe zum Festland einen direkten Blick auf die Berge Albaniens und Griechenlands. Der Ort liegt, anders als Acharavi oder Sidari, nicht an der Inselhauptstraße, sondern hat parallel zur Hauptstraße eine eigene etwa 500 Meter lange Ortshauptstraße. Der Ort ist daher stark verkehrsberuhigt. Im Hafen liegen häufig Segelboote und Motorjachten vor Anker.
Von den 2.185 Einwohnern des Gemeindebezirks leben etwa 800 in Kassiopi selbst.
Nördlich von Kassiopi liegt das Kap Akra Kassope.

## Geschichte
Zur Zeit der Römischen Besetzung nach 230 v. Chr. war Kassiopi neben Kerkyra die wichtigste Stadt auf Korfu.
Eine erste Erwähnung von Kassiopi findet sich bei Cicero, der 48 v. Chr. für sieben Tage als Exilant in Kassiopi wohnte. Kaiser Tiberius soll in Kassiopi eine Residenz besessen haben. Der kaiserzeitliche Autor Sueton berichtet, dass Kaiser Nero Kassiopi 66 n. Chr. auf seiner Griechenlandreise besuchte und zu Ehren des Zeus bei dessen Heiligtum, das in der Nähe des Standorts der heutigen Panagia-Kassopitra-Kirche lag, sang.

### Namengebung Kassiopis
Nach einer Vermutung soll der Name mit Kassiopi, einer antiken Stadt, die im 4. Jahrhundert v. Chr. existierte, zusammenhängen: Epiros. Das damalige Epiros wurde nach dem städtebaulichen Raster des Hippodamos von Milet errichtet und weist Ähnlichkeiten mit dem antiken Kassiopi auf. Daher wird vermutet, dass Epiros’ Bürger auswanderten und Kassiopi gründeten. Eine andere Theorie besagt, dass der Name auf die Römer zurückgeht, die im Haupttempel der Stadt Zeus Kasion verehrten.

## Sehenswürdigkeiten

### Zeustempel
Nahe der heutigen Panagia-Kassopitra-Kirche gab es einen Zeustempel, dessen Überreste 1970 südlich der Kirche gefunden wurden.

### Panagia-Kassopitra-Kirche

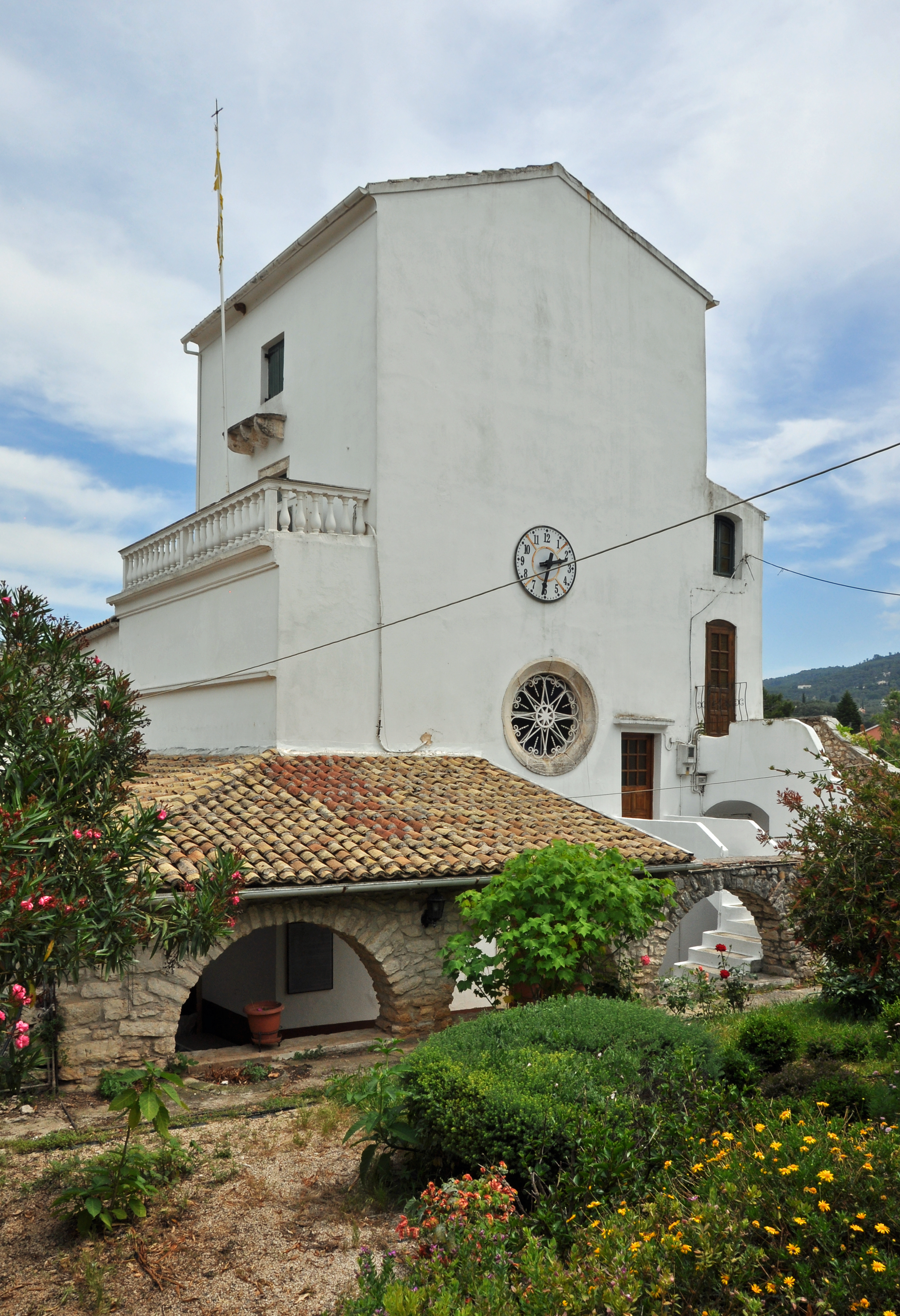
Die Panagia-Kassopitra-Kirche

Die heutige Panagia-Kassopitra-Kirche war ursprünglich eine dreischiffige Basilika, die für die griechisch-orthodoxen Christen nahe dem Zeustempel erbaut wurde. Im Jahr 1537 wurde die Basilika durch die Türken zerstört und erst 1590 bis 1591 als römisch-katholische Kirche für die Venezianer erneut errichtet. Diese Kirche wurde bereits Anfang des 17. Jahrhunderts den griechisch-orthodoxen Christen übergeben.
Über dem Eingangsportal befindet sich eine lateinische Inschrift, die an den am Wiederaufbau der Kirche beteiligten venezianischen Gouverneur Petro Francisco Malipetro, an Philippo Pascalico, der die Kirche später vergrößerte, und an die Ausschmückung der Kirche durch Nicolao Suriano erinnert.
Im Jahr 1530 soll ein junger Mann namens Stephanos für einen Diebstahl vom Statthalter Simon Lion zur Blendung verurteilt worden sein. Nach seiner Bestrafung soll seine Mutter den blinden Stephanos in die Panagia-Kassopitra-Kirche gebracht haben, in der er am nächsten Morgen, einem 8. Mai, mit vollem Sehvermögen erwachte. Das Wunder wird der Heiligen Mutter Matron, der Heiligen von Kassiopi, zugerechnet. Seit diesem Vorfall ist der 8. Mai ein Feiertag in Kassiopi.

### Kastell

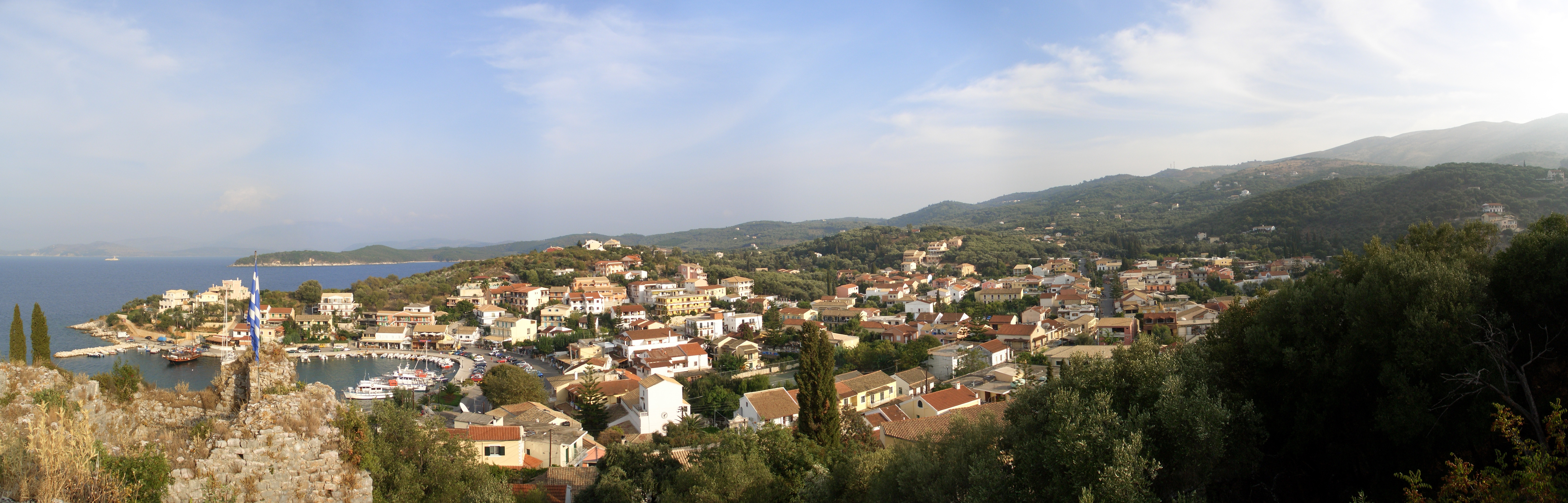
Kassiopi aus Sicht des Kastells mit Blickrichtung Süden.

Im 11. Jahrhundert beherrschten die Normannen weite Gebiete der Adria und des Ionischen Meeres, dazu zählte für einige Jahre auch Korfu. Bei Kassiopi gab es 1084 eine große Seeschlacht, bei der die Normannen von den Venezianern geschlagen wurden. Erst in der zweiten Hälfte des 13. Jahrhunderts wird Kassiopi geschichtlich wieder erwähnt. Die Anjou des Königreiches Neapel waren von 1267 bis 1386 die Herren Korfus und errichteten das noch heute als Ruine erhaltene Kastell.